# Шумилинское гетто
Гетто в Шуми́лино (конец июля — начало августа 1941 — 19 ноября 1941) — еврейское гетто, место принудительного переселения евреев посёлка Шумилино Витебской области и близлежащих населённых пунктов в процессе преследования и уничтожения евреев во время оккупации территории Белоруссии войсками нацистской Германии в период Второй мировой войны.

## Оккупация Шумилино и создание гетто
После 1939 года в Шумилино появились беженцы из Польши, которые рассказывали о том, как немцы преследуют евреев. Но к ним мало кто прислушивался. Эти польские беженцы в первые же дни войны сразу уехали из Шумилино, потому что осознавали опасность.

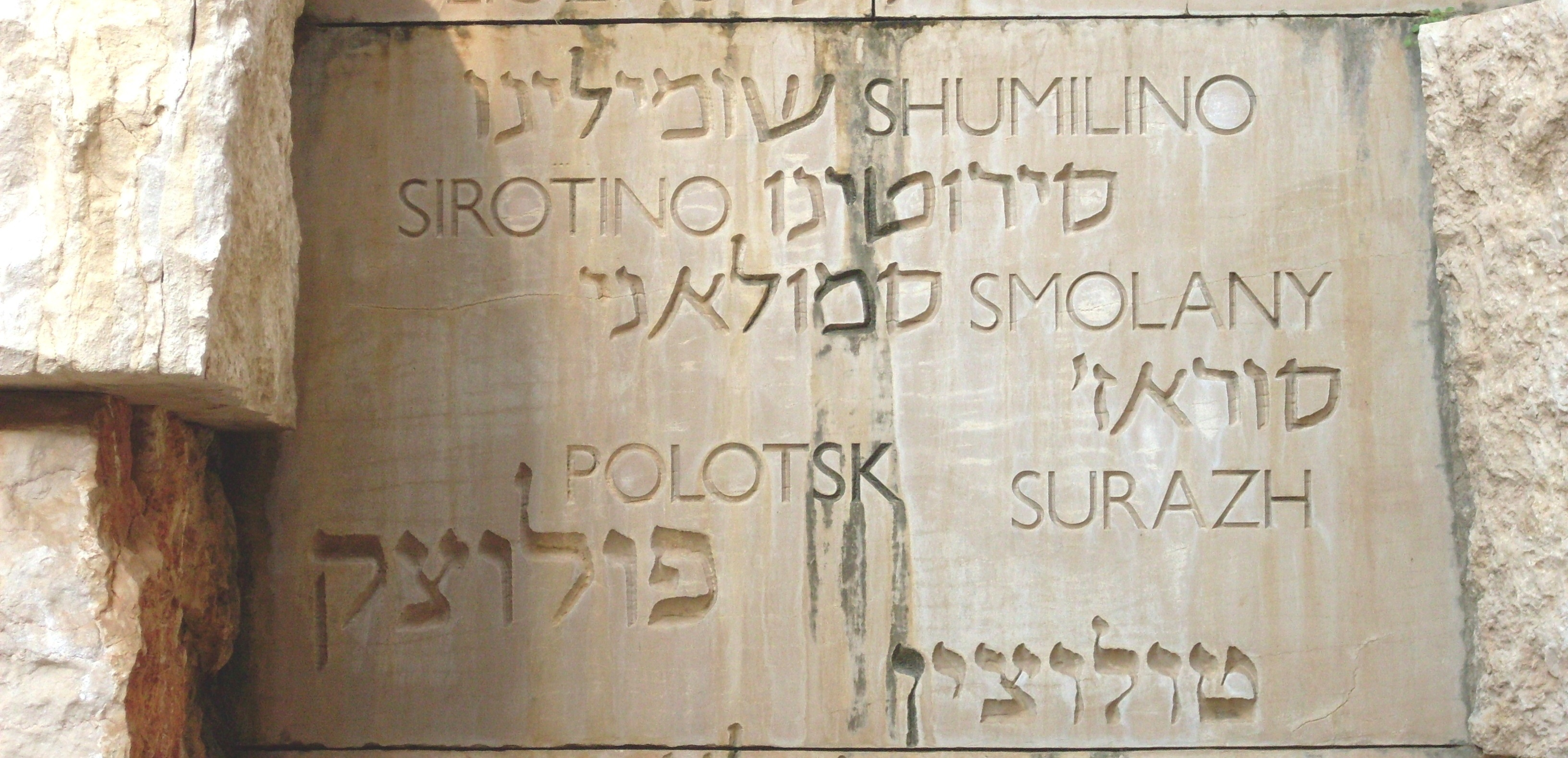
Шумилино в списке уничтоженных во время Холокоста еврейских общин в «Долине Уничтоженных общин» в музее Яд Вашем

Несмотря на то, что Шумилино находится на железной дороге и эвакуироваться было, хотя и трудно, но возможно, это сделали всего несколько десятков семей — советская пропаганда не рассказывала людям правду о немцах, некоторые считали, что немцев скоро разобьют, другим было жаль оставлять нажитое добро, старикам и многодетным было вообще трудно решиться на уход, а многие старики вспоминали Первую мировую войну и говорили, что в немецкой оккупации нет ничего страшного. 26 июня 1941 года недалеко от Шумилино, в Старом Селе, немцы разбомбили эшелон с беженцами, были погибшие, и многие из тех, кто ещё мог спастись, стали бояться садиться в поезда для эвакуации. Кроме того, немцы постоянно бомбили и саму железнодорожную станцию Шумилино, и там было много погибших.
Шумилино было захвачено немецкими войсками 8 июля 1941 года и оккупация продлилась почти 3 года — до 23 июня 1944 года.
Немцы очень серьёзно относились к возможности еврейского сопротивления, и поэтому в первую очередь убивали в гетто или ещё до его создания евреев-мужчин в возрасте от 15 до 50 лет — несмотря на экономическую нецелесообразность, так как это были самые трудоспособные узники. По этой причине уже в первые же дни после оккупации немцы собрали часть местных евреев-мужчин, колонной погнали за 10 километров в Сиротино и там расстреляли. Среди этих жертв был Залман (Соломон) Райкин — брат отца Аркадия Райкина. Затем, тем же летом 1941 года, 12 еврейских парней отвезли к деревне Стариновичи (Мишневичский сельсовет) в 20 километрах от Шумилино, заставили вырыть яму и убили. Среди них были Эстрав Залман, Нейман Снеер и Шенькин.
Немцы организовали в местечке полицию. Полицаи издевались над евреями, избивали их и грабили, а пытавшихся сопротивляться расстреливали. Хана Эдельштейн попросила свой котелок у соседа-полицая, а тот забил её этим котелком до смерти.
Реализуя нацистскую программу уничтожения евреев, немцы создавали гетто почти во всех городах и населённых пунктах Беларуси, где проживало еврейское население. Так и в Шумилино в конце июля — начале августа 1941 года оккупанты организовали гетто, куда также согнали и евреев из ближних деревень.
Гетто находилось в центре Шумилино в районе старого кладбища.

## Условия в гетто
Под гетто нацисты выделили десять домов на улице Почтовой (современное название — улица Пионерская), из которых выселили местных жителей-неевреев. Эта территория была огорожена колючей проволокой и охранялась. На проволоке висели банки и бутылки, которые звенели, когда кто-то дотрагивался до ограждения. На вышке сидел полицай с пулеметом и стрелял по каждому, кто подходил к запретной черте.
Под страхом смерти всем евреям приказали нашить на одежду желтые латы.
Никаких продуктов узникам не давали. Питались тем, что удавалось выменять на еду — одежду, часы, обручальные кольца. Некоторые «бобики» (так в народе презрительно называли полицаев) брали золото за то, что позволяли узникам менять вещи на продукты. Люди болели и пухли от голода.
Мужчин-евреев использовали на принудительных работах — в основном, на разгрузке вагонов на железнодорожной станции.

## Уничтожение гетто
В середине ноября все узники уже понимали, что в ближайшее время немцы уничтожат гетто. Полицаи открыто говорили, что скоро всех евреев убьют. Двое стариков в гетто повесились от безысходности и невозможности ничем помочь детям и внукам.
19 ноября (в конце сентября) 1941 года всех узников гетто вывели из домов и согнали в помещение льносклада, находившегося на пересечении нынешней улицы Шумилинская и Почтового переулка. Туда же стали свозить евреев из близлежащих населенных пунктов Полоцкого и Бешенковичского районов.
В конце того же дня, 19 ноября 1941 года, евреев, около 400 (493, 1376) человек, вывели на западную окраину Шумилино. До места убийства надо было идти примерно полкилометра. Над колонной узников стоял громкий плач и крики. Полицаи со смехом говорили: «Вы же к поезду идете. Поедете в Палестину. Хотели туда — так немцы вас отправляют». Вдоль дороги по обеим сторонам стояли местные жители и смотрели. Сзади колонны шли немцы с собаками. Хаима Красильщикова полицай тянул к месту казни за бороду.
Недалеко от торфобрикетного завода заставили выкопать огромную яму и затем всех расстреляли. Когда обреченных людей подвели к яме, молодые евреи запели «Интернационал», а немцы и полицаи стали избивать их плетками и натравливать собак. Место, где расстреливали шумилинских евреев, называется Добеев Мох (1,5-2 километра от Шумилино).
После этой «акции» (таким эвфемизмом гитлеровцы называли организованные ими массовые убийства) полицаи прочесали местечко и убили ещё несколько найденных прятавшихся евреев.

## Сопротивление
В шумилинском подполье активно боролась с оккупантами Наташа Герман.
В самом гетто молодежь пыталась организовать сопротивление, но эти отчаянные попытки были малорезультативными.

## Случаи спасения и «Праведники народов мира»
Сбежала из Шумилинского гетто Ася (Бася) Наумовна Петровская, 1923 года рождения. Она сумела спастись, а потом воевала в партизанском отряде 1-й Белорусской партизанской бригады.
Из обреченных евреев, уже стоящих у расстрельной ямы, спаслась Рая Татарская. Легко раненая, она без сознания упала в яму, затем очнулась от падающей на неё земли и притворилась мертвой. Через несколько часов она выползла из могилы, а впоследствии воевала в партизанском отряде.
Подросток Яков Рувимович Могильницкий, отсутствующий в гетто в день уничтожения, был затем спасен в селе Пятницкое (Ковляковский сельсовет) и впоследствии воевал в партизанском отряде. Спасители Яши — Кутенко Сергей, Кутенко Евгения и Голикова (Кутенко) Александра — были удостоены почетного звания «Праведник народов мира» от израильского мемориального института «Яд Вашем» «в знак глубочайшей признательности за помощь, оказанную еврейскому народу в годы Второй мировой войны».

## Палачи и организаторы убийств

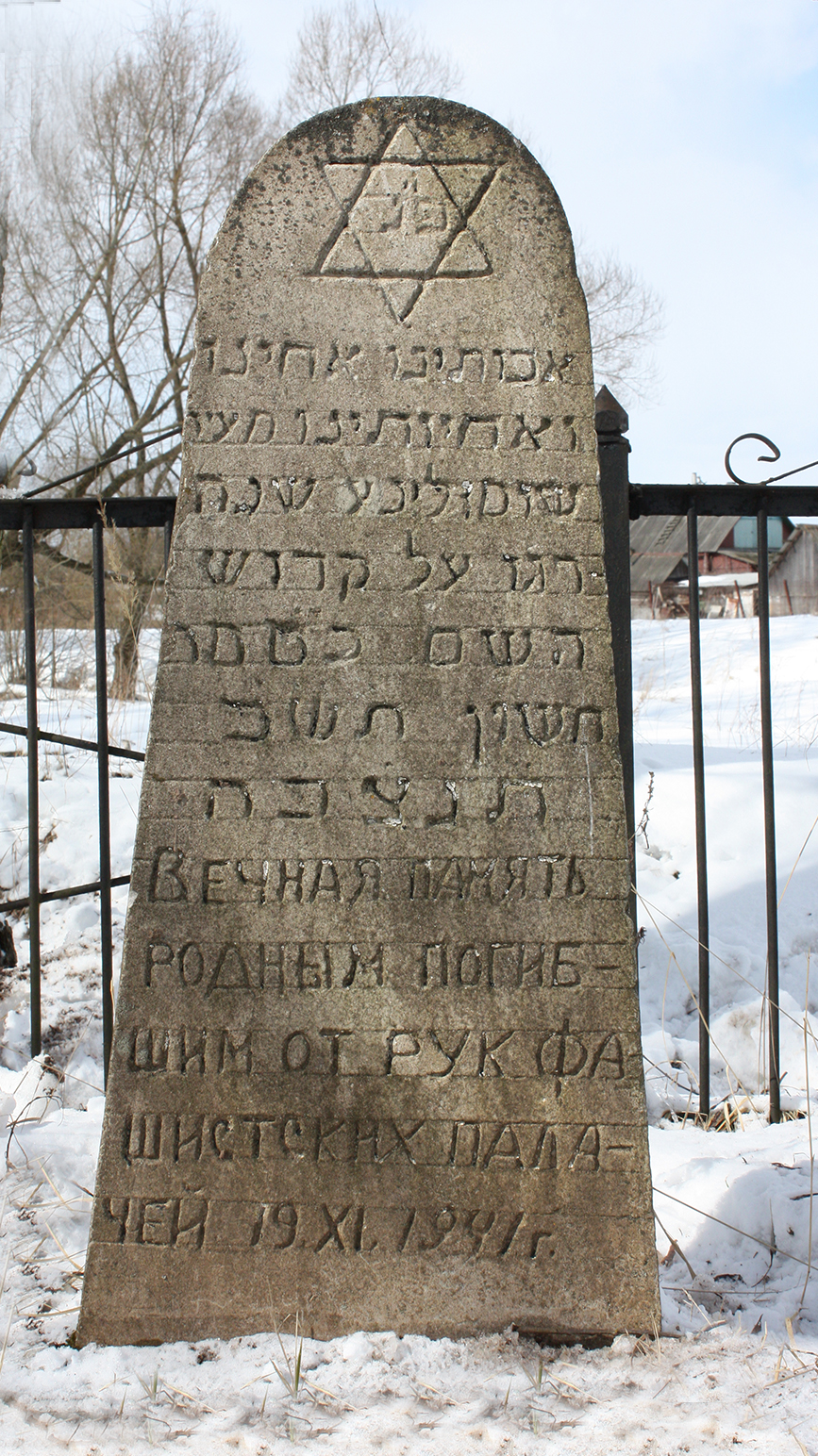
Старый памятник убитым евреям — узникам Шумилинского гетто

Среди полицаев — исполнителей расстрела — был некто Богатырёв. Аркадий (Абба) Масарский — офицер Красной армии, — один из первых, ворвавшийся в Шумилино, несколько дней разыскивал этого Богатырёва, который лично расстрелял семью Аркадия, но тогда найти не смог. Богатырёва и его сообщников арестовали примерно в 1951—1953 годах, судили и дали различные сроки.

## Память
Сразу после войны на месте расстрела шумилинских евреев их родственники, вернувшиеся домой из армии и из эвакуации, поставили деревянную тумбочку.
Израиль Рувимович Старосельский с товарищем из Витебска летом 1946 года восстановил все уцелевшие надгробия на старом еврейском кладбище. Они же вдвоём положили и первые камни на месте расстрела евреев Шумилино во времена Катастрофы.
Позднее, в середине 1950-х годов, Давыд Исаакович Голынкин поставил на этом месте памятник и ограду, и дважды их ремонтировал после актов вандализма. Он был инициатором установки памятника, а деньги собирали у людей — каждый вносил, сколько мог. Властям не нравилось, что надпись на памятнике была сделана на иврите, но Давыд Исаакович, инвалид войны, был непреклонен, и этот памятник стал одним из немногих в Беларуси, где надпись в послевоенные времена была сделана на иврите.
После смерти Давыда Голынкина его работу продолжил сын Исаак, который в конце 1990-х годов установил жертвам геноцида евреев новый мраморный памятник — рядом со старым. Науменко, местный предприниматель, безвозмездно дал глыбу белого мрамора, а Ковалева Мария Алексеевна пожертвовала деньги, на которые сделали надпись и установили памятник.
На иврите на памятнике написано:

«Нашим отцам, сестрам и братьям!

Жителям города Шумилино, погибшим за веру.

Пусть их души будут вплетены в узел вечной жизни».
На месте старого памятника в декабре 2015 года был установлен новый.